# 莫赫帕
莫赫帕（Mohpa），是印度马哈拉施特拉邦那格浦尔县的一个城镇。总人口7066（2001年）。

## 人口
该地2001年总人口7066人，其中男性3583人，女性3483人；0—6岁人口762人，其中男406人，女356人；识字率73.78%，其中男性为81.16%，女性为66.18%。